# Пржеваљскоје
Пржеваљскоје (рус. Пржевальское) насељено је место са административним статусом варошице (рус. посёлок городского типа) на западу европског дела Руске Федерације. Смештен је у северном делу Демидовског рејона, на северу Смоленске области и административни је центар националног парка Смоленско појезерје.
Према процени из 2014. у вароши је живело свега 1.559 становника. Насеље је до 1964. носило име Слобода, а садашње име добило је у част руског природњака и путописца Николаја Пржеваљског који је детаљније истраживао и описивао ова подручја.

## Географија
Варошица Пржеваљскоје смештена је у северозападном делу Смоленске области, на територији Демидовског рејона, на око 33 км североисточно од града Демидова, односно 120 км северно од административног центра области града Смоленска.
Варошица лежи на северној обали језера Сапшо, недалеко од места на којем из језера истиче река Јељша. Насеље је административни центар националног парка Смоленско појезерје.
Лежи у зони умереноконтиненталне климе, са јануарским просеком температура ваздуха од -9 °C, односно јулским од +17 °C. Између 170 и 190 дана годишње је са падавина, а годишња сума падавина је између 630 и 730 мм. Вегетациони период траје од 129 до 143 дана.

## Историја
Насеље Слобода у писаним изворима први пут се помиње 1724, а у вези са градњом цркве у месту, мада постоје археолошки подаци о насељима у том подручју из 4. и 3. миленијума пре нове ере. Током целог XIX века Слобода је била сеоско насеље без неког великог привредног значаја, па је тако према подацима из 1859. у насељу живео свега 41 становник у 5 домаћинстава. Године 1863. у оквиру цркве отворена је мала школа коју је похађало свега 5 ученика.
До прекорета у развоју насеља долази 1881. када је у њега дошао тада угледни руски природњак Николај Пржеваљски који је ту купио имање. Убрзо по његовом доласку основана је амбуланта, а потом и пошта и телеграф. Први телефон у село долази 1913. године.
Године 1938. формиран је Слободски рејон чијим са средиштем у Слободи. Током Другог светског рата село је у више наврата паљено од стране нацистички окупатора. Слободски рејон укинут је 1961, а његова територија припојена је Демидовском рејону.
Одлуком врховног совјета Руске СФСР од 26. маја 1964. насеље је у част 125 година од рођења Н. Пржеваљског преименовано у Пржеваљскоје. Насеље је почело убрзано да се развија током 60-их и 70-их година прошлог века, превасходно захваљујући бањском туризму (посебно након оснивања бањског лечилишта 1974). Године 1974. административно је уређено као варошица бањског типа.
Нови привредни замах насеље добија након оснивања националног парка Смоленско појезерје 1992, а нарочито после 2002. када је администрација парка пребачена из села Подосинки у Пржеваљскоје.

## Демографија
Према подацима са пописа становништва 2010. у варошици је живело 1.683 становника, док је према проценама за 2014. насеље имало 1.559 становника.
| 1979. | 1989. | 2002. | 2010. | 2014. |
| ----- | ----- | ----- | ----- | ----- |
| 2.811 | 2.883 | 2.110 | 1.683 | 1.559 |